# UWA Torpedoes
University of Western Australia Torpedoes Water Polo Club é um clube de polo aquático australiano da cidade de Perth.

## História
University of Western Australia Torpedoes Water Polo Club compete na Australian National Water Polo League. 

## Títulos
- Australian National Water Polo League
  - Vice: 1990